# Pius VII
Pius VII, född Barnaba Niccolò Maria Luigi Chiaramonti den 14 augusti 1742 i Cesena, Italien, död 20 augusti 1823 i Rom, var påve från år 1800 till sin död. Mycket av hans ämbetstid präglades av det svåra förhållandet till Napoleon och det franska kejsardömet, som under en tid höll honom fånge. När han kunde återvända till Rom hyllades han för sitt passiva motstånd till kyrkans försvar. 

## Biografi
Barnaba Niccolò Chiaramonti var son till patriciern i Cesena, Scipione Maria Niccolò Chiaramonti, och markisinnan Giovanna Coronata Ghini. Modern inträdde så småningom i karmelitorden. Barnaba Chiaramonti anslöt sig till benediktinerna 1756 och prästvigdes den 21 september 1765. I december samma år vigdes han till biskop, med säte i Tivoli, förflyttades 14 februari 1785 till Imola samtidigt som Pius VI upphöjde honom till kardinalpräst med San Callisto som titelkyrka. Som biskop i norra Italien spelade han en stor roll vid fransmännens invasion 1797, då han uppmanade sin församling till att inte göra motstånd förgäves, och bad general Augereau på sina bara knän att bespara invånarna av Lugo lidande. Vid jul samma år uppmanade han till underkastelse under Cisalpinska republiken, och sade att det inte fanns någon motsättning mellan en demokrati och kyrkans konstitution. Den 14 mars 1800 blev han vald till påve, och installerades den 21 mars. Konklaven som han valdes av hade sammanträtt i Venedig sedan 30 november 1799.
Sedan han blivit påve slöts ett konkordat med Napoleon 1801, vilket reglerade den franska kyrkans förhållande till Rom. Till sin kardinalstatssekreterare utnämnde han Ercole Consalvi; denne statsman blev hans trogne tjänare ända till hans död och satte prägel på hans långa pontifikat. En annan betydande tjänare hade han i kardinal Pacca, som i ultramontan anda bekämpade den mera moderate Consalvi. 
Pius första uppgift var att lösa den franska kyrkofrågan. Med Consalvis hjälp fick han efter ytterst invecklade förhandlingar till stånd det berömda konkordatet 1 juli 1801, vilket sedan var grunden för Frankrikes kyrkoordning till 1905. Om kyrkan här fick den största vinsten, kringskars denna dock åter genom Napoleons rent gallikanska "organiska artiklar" 1802. Pius protesterade, men måste ge efter och faktiskt medge det mesta av vad Pius VI vägrat mot civilkonstitutionen. Så länge Napoleon härskade var också Pius den svagare. Han begick misstaget att resa till Paris och smörja Napoleon till kejsare; förödmjukelsen där blev stor utan någon vinst. När Pius 1805 vägrade upplösa Jérôme Bonapartes äktenskap med dennes protestantiska gemål, fullgjorde Napoleon själv denna akt. Spänningen blev allt större. År 1808 lät kejsaren besätta Rom, och 1809 annekterade han genom ett dekret den redan betydligt förminskade Kyrkostaten. När Pius lät anslå en bannbulla på Roms kyrkodörrar mot alla som deltagit i detta kyrkorov, blev han en natt (5 juli) häktad och fördes i fångenskap jämte Pacca till Florens och sedan till Savona. Nu visade sig Pius äga ett vapen av oberäknad styrka: den lidandes heroism och det passiva motståndets oböjlighet. När inget hjälpte, lät Napoleon 1812 föra påven till Fontainebleau, och där lyckades kejsaren själv avtvinga den sjuke och marterade Pius konkordatet i Fontainebleau den 25 januari 1813, där denne indirekt avstod från Kyrkostaten, lovade att residera i Avignon och ge kanonisk vigning åt de biskopar Napoleon tillsatte – en fullständig kapitulation. Efter ett möte med Consalvi och Pacca återtog han hela konkordatet, vilket Napoleon redan offentliggjort som lag. De politiska händelserna avgjorde konflikten till Pius förmån, och 1814 återgav den besegrade Napoleon Pius friheten. 
Strax efter återkomsten till Rom visade Pius vad han förde i skölden, genom att på Paccas råd återställa jesuitorden genom bullan Sollicitudo omnium ecclesiarum den 7 augusti 1814. Påvedömets framtid hängde emellertid på de allierades goda vilja; och det lyckades Consalvis diplomati att vid kongressen i Wien 1814–1815 få Kyrkostaten återställd (utom Avignon); då Pius inte fick allt han ville, protesterade han likväl mot kongressens beslut. Denna förnyade politiska småfurstemakt i Italien indrog påven i oförutsedda svårigheter, eftersom en nationell italiensk frihetsrörelse börjat som inte kunde utrotas längre. Kardinalkollegiet splittrades också i fråga om inrikespolitiken mellan två partier, de reaktionära zelanti och de "liberala", dit Consalvi hörde. Under det att denne med framgång ledde utrikespolitiken (mot slutet av sin regering segrade Pius i en svår konflikt med Spanien och Portugal), följde Pius de förra i kyrkliga frågor. 
År 1816 uppträdde Pius VII mot de evangeliska bibelsällskapens, och bannlyste dem. Inkvisition och Index librorum prohibitorum sattes i ny verksamhet. I verkligheten var det Pius som gav påvedömets historia under 1800-talet dess riktning till återställande av den medeltida påvemonarkin, genom det program för framtiden som låg i Kyrkostatens återupprättande, hierarkins nygrundande, jesuitordens återställande och den kyrkliga tvångsmaktens återupplivande. 
För kulturen hade Pius VII intresse; Rom gjordes genom honom åter till världsstaden, där konstens främste (Antonio Canova, Bertel Thorvaldsen, Peter von Cornelius med flera) arbetade under påvens beskydd.

## Bilder

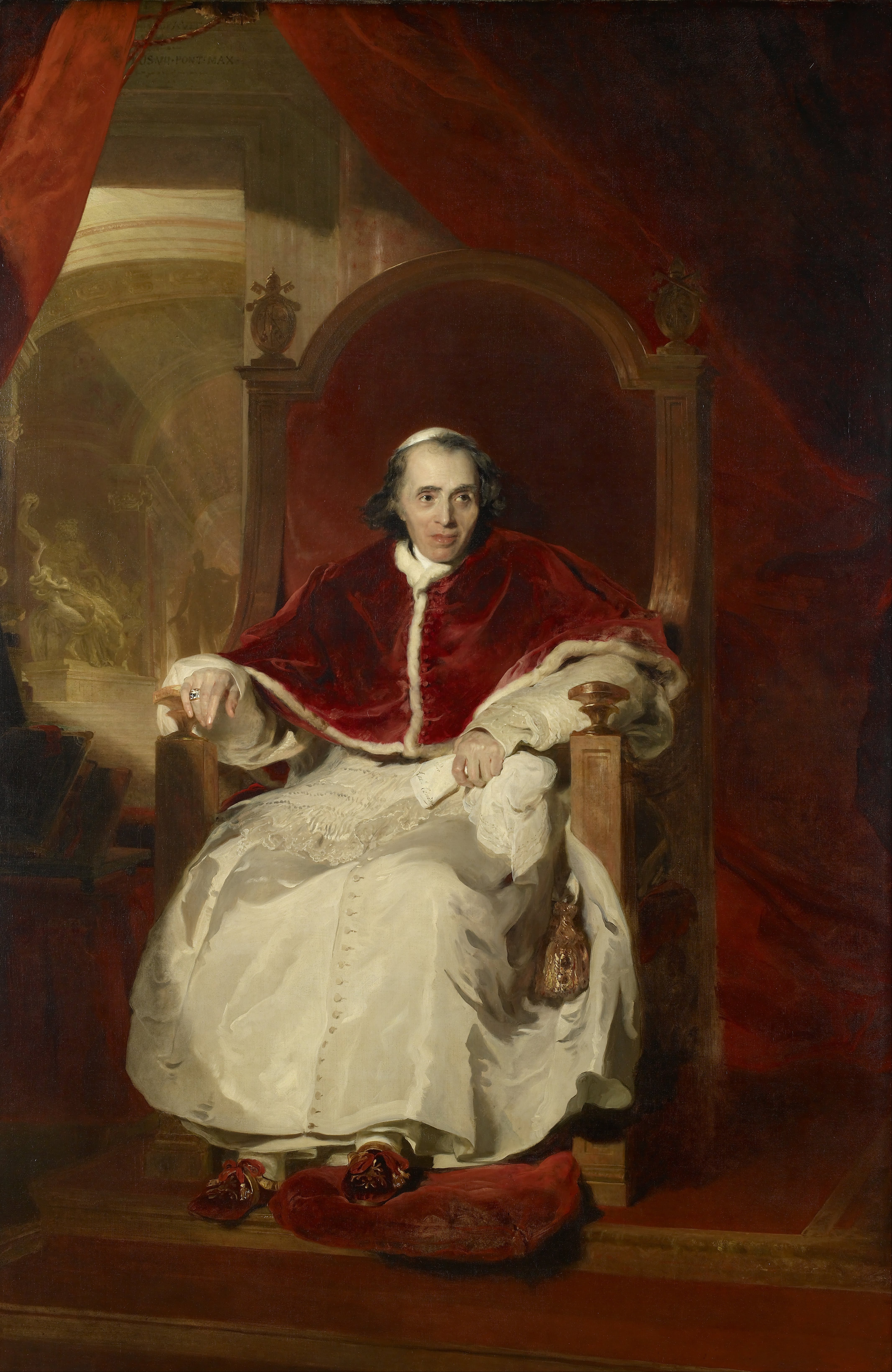
Porträtt målat av Thomas Lawrence
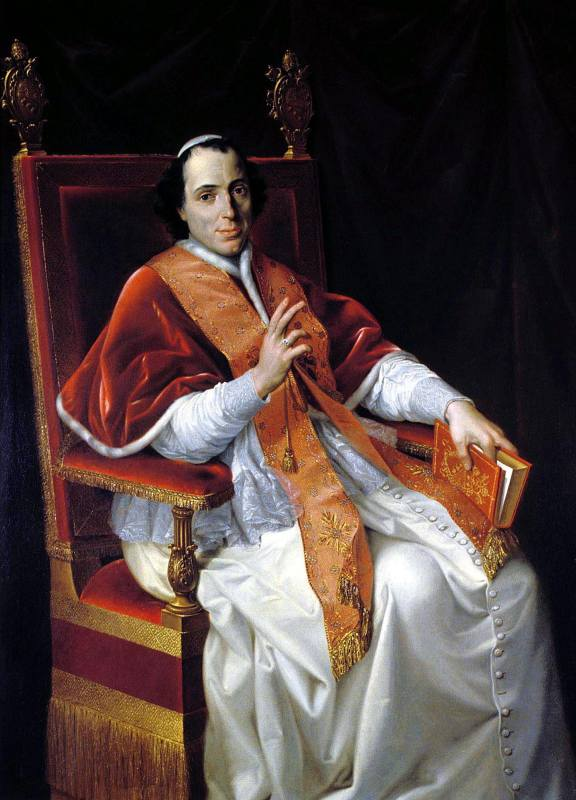
Pius VII, målad av Antonio Canova
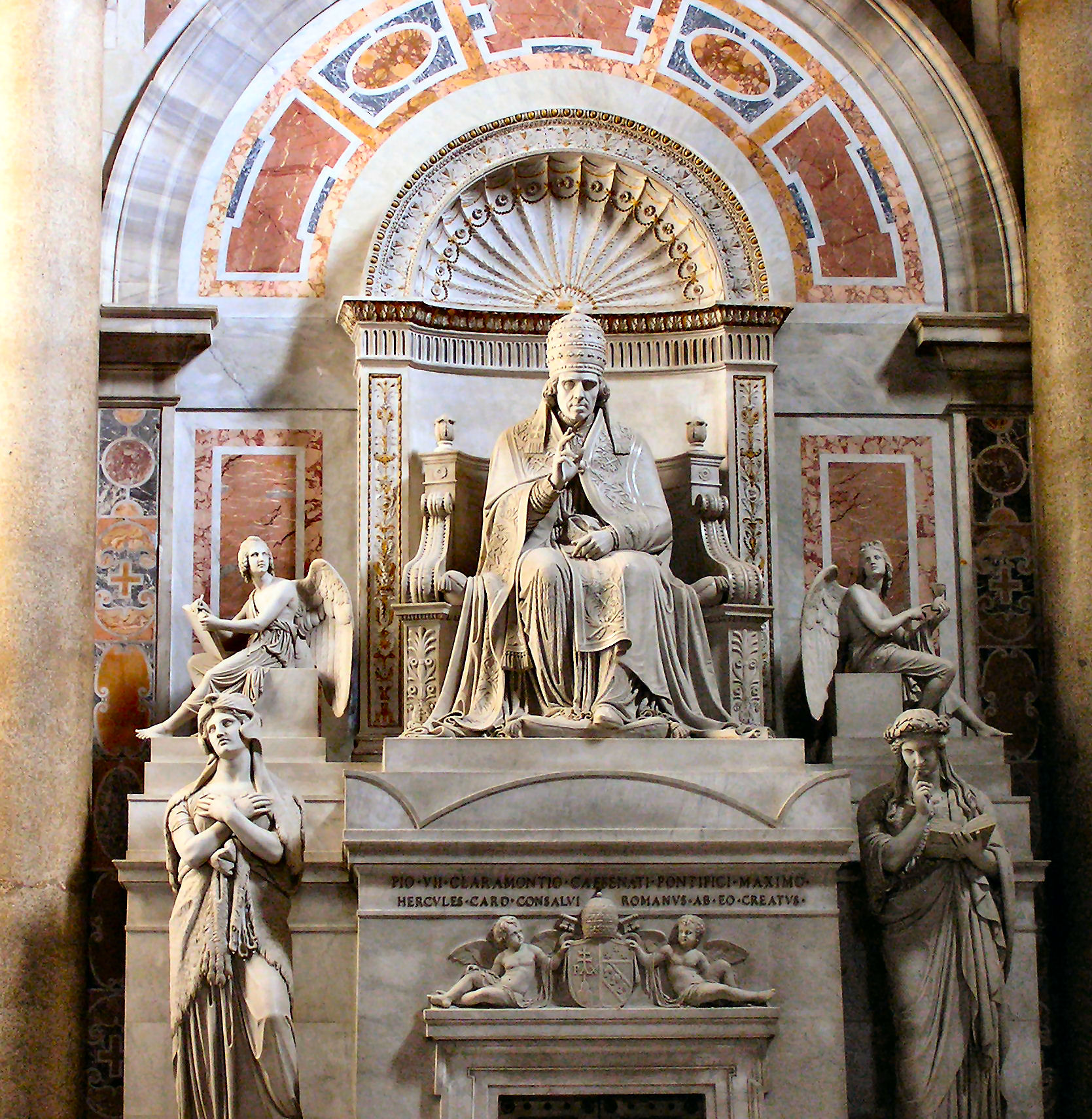
Pius VII:s gravmonument av Bertel Thorvaldsen.